# Poaspis kurilensis
Poaspis kurilensis är en insektsart som först beskrevs av Danzig 1975.  Poaspis kurilensis ingår i släktet Poaspis och familjen skålsköldlöss. Inga underarter finns listade i Catalogue of Life.